# Astrosmash
Astrosmash ist ein Action-Videospiel für die Intellivision-Konsole, das von John Sohl entworfen und 1981 von Mattel Electronics veröffentlicht wurde. Der Spieler benutzt eine Laserkanone, um herabfallende Meteore, Bomben und andere Ziele zu zerstören. Mit mehr als einer Million verkaufter Exemplare gehört Astrosmash zu den fünf meistverkauften Intellivision-Spielen.

## Spielprinzip
Astrosmash ähnelt einer Kreuzung aus Space Invaders und Asteroids. Der Spieler steuert eine Laserkanone, die sich auf einer flachen Ebene nach links oder rechts bewegen kann, um auf herabfallende Objekte wie große oder kleine Meteore, große oder kleine rotierende Bomben und Lenkraketen zu zielen, sowie auf ein UFO, das von Zeit zu Zeit auf höheren Ebenen den Bildschirm überquert.
Es gibt vier Arten von Zielen, die sich mit unterschiedlichen Geschwindigkeiten bewegen können. Mit fortschreitendem Spielverlauf erhöht sich die Bandbreite der Geschwindigkeiten für jede Zielart.
Der Großteil der Ziele sind Meteore, die es in zwei Größen und verschiedenen Farben gibt. Beide Versionen fallen senkrecht, wenn sie den Bildschirm betreten. Große Meteore können mit einem direkten Treffer zerstört werden oder sich in zwei kleinere Meteore aufspalten, die dann diagonal in entgegengesetzte Richtungen fallen. Kleine Meteore werden mit einem einzigen Treffer zerstört.

## Geschichte und Entwicklung und Versionen
Die Original-Version wurde 1981 für die Intellivision-Konsole veröffentlicht. 2021 kündigte Intellivision Entertainment einen Pack-in-Version für die in Entwicklung befindliche Konsole Intellivision Amico an. Diese Konsole ist aber bis heute (2024) nicht erschienen.
2023 hat BBG Entertainment alle Rechte an Astrosmash erworben und 2023 und 2024 Versionen für Mac, PlayStation 4, PlayStation 5, Steam, Switch, Windows und Xbox veröffentlicht.